# Serriera
Serriera település Franciaországban, Corse-du-Sud megyében. Lakosainak száma 115 fő (2022. január 1.). Serriera Manso, Partinello, Ota és Évisa községekkel határos.

## Népesség
A település népessége az elmúlt években az alábbi módon változott:
| Lakosok száma | 136  | 111  | 106  | 111  | 120  | 123  | 127  | 122  | 120  | 115  |
|               | 1968 | 1982 | 1990 | 2006 | 2013 | 2015 | 2017 | 2019 | 2020 | 2022 |